# Chiesa di San Biagio (San Giovanni in Persiceto)
La chiesa di San Biagio è la parrocchiale di Zenerigolo, frazione di San Giovanni in Persiceto in città metropolitana di Bologna. Appartiene al vicariato di Persiceto – Castelfranco dell'arcidiocesi di Bologna e risale al XII secolo.

## Storia
La prima citazione del luogo di culto a Zenerigolo è del 1041 e circa ottant'anni dopo, nel 1122, si documenta la presenza di un sacerdote sul sito. Altre dati a conferma della presenza della chiesa risalgono al 1291 e al 1366. In questa ultima occasione la chiesa è descritta come dotata di due altari anche se la dedicazione, dai documenti, non appare chiara, risultando a volte per san Biagio, a volte per santa Maria o anche per san Salvatore.
Durante il XVI secolo il primitivo edificio venne completamente ricostruito. Una nuova ricostruzione fu effettuata poi a partire dal 1740 e dopo questi lavori l'edificio fu sicuramente dotato di canonica e torre campanaria. Nella prima e nella seconda metà del secolo successivo la struttura fu oggetto di restauri che riguardarono la facciata e il camposanto, che venne allontanato dalla chiesa.
Alla fine del XX secolo fu oggetto di interventi conservativi e poi, tra il 2012 e il 2019, fu necessario un consolidamento strutturale importante in conseguenza del terremoto dell'Emilia del 2012.

## Descrizione

### Esterno
La struttura ha una facciata a capanna classicheggiante con cornici formate da lesene laterali e grande frontone triangolre superiore. Il portale principale è architravato ed è sormontato nella parte superiore del prospetto da una grande finestra rettangolare. La torre campanaria si alza posteriormente alla struttura.

### Interno
La navata interna è unica e l'ingresso è possibile attraverso la bussola in legno posta nella parte interna del portale. La sala è ampliata da cappelle laterali di moderata profondità. Attraverso l'arco trionfale si accede al presbiterio leggermente rialzato.
Nella sala si conserva un'importante opera artistica, la pala d'altare raffigurante la Madonna col Bambino e i Santi Biagio e Liberata, dipinta da Gaetano Gandolfi.